# كاتيا (اسم)
كاتيا (بالروسية: Катя) هو اسم علم مؤنث. يحظى الاسم بشعبية كبيرة في روسيا وأوكرانيا وبلغاريا وصربيا ومقدونيا. كاتيا هو تصغير للاسم الروسي" Yekaterina" الذي هو أحد أشكال الاسم الروسي "Katherine". وأصل الاسم «كاتيا» يوناني.